# Javier Aguirre
Javier Aguirre Onaindía (* 1. Dezember 1958 in Mexiko-Stadt), Spitzname el Vasco (der Baske), ist ein mexikanischer Fußballtrainer und ehemaliger Fußballspieler baskischer Abstammung, der als Sohn spanischer Einwanderer in Mexiko-Stadt geboren wurde.

## Spielerkarriere

### Verein
Aguirre begann seine Profikarriere 1979 beim mexikanischen Hauptstadtverein América, bei dem er bis 1984 unter Vertrag stand. In seiner letzten Saison mit América gewann er – zum einzigen Mal in seiner Spielerkarriere – den Meistertitel von Mexiko. Zwischen 1984 und 1986 spielte er beim damals ebenfalls noch in der mexikanischen Hauptstadt beheimateten CF Atlante, bevor es ihn ein Jahr nach Spanien zum CA Osasuna verschlug. 1987 kehrte er nach Mexiko zurück und spielte bis zum Ende seiner Spielerkarriere 1993 beim CD Guadalajara.

### Nationalmannschaft
Sein Debüt in der mexikanischen Nationalmannschaft gab Aguirre am 15. März 1983 in einem Freundschaftsspiel in und gegen Costa Rica, bei dem er das goldene Tor zum 1:0-Sieg der Mexikaner erzielte. Beim Rückspiel in Mexiko am 22. März 1983 erzielte wiederum Aguirre den einzigen Treffer der Begegnung.
Höhepunkt seiner Spielerkarriere war die Teilnahme an der im eigenen Land ausgetragenen Fußball-Weltmeisterschaft 1986, bei der er alle Spiele der Gastgeber in voller Länge absolvierte. Lediglich im letzten Spiel der Mexikaner, als sie gegen Deutschland in die Verlängerung mussten und im anschließenden Elfmeterschießen unterlagen, konnte Aguirre nicht über die volle Distanz spielen, da er nach 100 Minuten vom Platz gestellt wurde.
Sein letztes Länderspiel bestritt er in einem Testspiel am 11. März 1992 gegen die Auswahl der Sowjetunion, das 1:1 endete. Bereits am 8. März 1992 hatte es ein Spiel gegen denselben Gegner gegeben, das die Mexikaner noch mit 4:0 für sich entscheiden konnten und in dem Aguirre sein letztes Länderspieltor erzielte.

## Trainerkarriere

### Verein
Abgesehen von seinem Trainerdebüt beim CF Atlante, den er in der Saison 1995/96 betreute, arbeitete Aguirre bei den anderen drei Vereinen stets über eine längere Distanz. Sein erstes mehrjähriges Engagement hatte er beim CF Pachuca, den er zwischen 1998 und 2001 betreute und mit dem er in der Saison 1999/00 das Torneo Invierno 1999 gewann. 2001 beendete er die Zusammenarbeit mit Pachuca, weil die Nationalmannschaft ihn dringend brauchte (siehe unten).
2002 ging er nach Spanien und blieb dort fast sieben Jahre. Zunächst erhielt er einen Vertrag beim CA Osasuna, den er nicht nur vor dem Abstieg bewahrte, sondern kontinuierlich an Europa heranführte. In der Saison 2004/05 erreichte Osasuna das Finale um die Copa del Rey, das durch ein spätes Tor von Dani in der 115. Minute mit 1:2 nach Verlängerung gegen Betis Sevilla verloren ging. In der folgenden Saison spielte Osasuna im UEFA-Pokal, schied jedoch bereits in der ersten Runde mit 1:3 und 0:0 gegen Stade Rennes aus. Dafür sorgte man in der spanischen Meisterschaft für Furore und beendete die Saison 2005/06 auf dem vierten Platz. Damit hatte Osasuna die Champions-League-Qualifikation erreicht, in der man lediglich aufgrund der Auswärtstorregel (0:0 und 1:1) gegen den Hamburger SV unterlag, dafür aber im UEFA-Pokal starten durfte und – in den K.-o.-Runden über Trabzonspor, Girondins Bordeaux, Glasgow Rangers und Bayer Leverkusen – bis ins Halbfinale vorstieß, wo Osasuna gegen den Ligakonkurrenten und späteren Turniersieger FC Sevilla mit 1:0 und 0:2 unterlag. Doch die Früchte seiner Arbeit heimste Aguirre nicht mehr ein, da er bereits vor der Saison 2006/07 von Atlético Madrid verpflichtet worden war. Dort setzte er seine erfolgreiche Arbeit fort und führte den Hauptstadtverein in der Saison 2007/08 ebenfalls auf Platz vier und in die Champions-League-Qualifikation, wo Atlético sich mit 0:1 und 4:0 gegen Schalke durchsetzen konnte und anschließend die Gruppenphase (hinter Liverpool, aber vor Marseille und Eindhoven) ungeschlagen überstand. Das Ausscheiden im Achtelfinale aufgrund der Auswärtstorregel (2:2 und 0:0) gegen Porto erlebte Aguirre bereits nicht mehr, da das Verhältnis zwischen Trainer und Vereinsführung zuletzt getrübt war und man daher im Februar 2009 einen Schlussstrich zog. Die Quellen sind widersprüchlich, ob Aguirre gefeuert wurde oder seiner Entlassung zuvorkam und von sich aus zurückgetreten ist. Nachdem er ein Jahr von November 2010 bis Dezember 2011 bei Real Saragossa unter Vertrag stand, trat er Ende November 2012 bei Espanyol Barcelona die Nachfolge von Mauricio Pochettino an. Am 16. Mai 2014 gab die Vereinsführung bekannt sich mit Ende der Saison 2013/14 von Aguirre zu trennen.
Von 2015 bis 2017 trainierte er Al-Wahda, mit denen er zunächst Pokalsieger und später Superpokalsieger wurde, was zugleich die Qualifikation für die AFC Champions League bedeutete. Nach diesem Erfolg beendete er allerdings sein Engagement in den Vereinigten Arabischen Emiraten.
Im November 2019 wurde Javier Aguirre Trainer des damaligen spanischen Erstligisten CD Leganés, mit denen er am Ende der Saison trotz eines Unentschiedens gegen Real Madrid am letzten Spieltag aber in die zweite Liga abgestiegen ist. Daraufhin wurde er bereits am darauffolgenden Tag entlassen.
Im Dezember 2020 übernahm er das Traineramt beim mexikanischen Verein CF Monterrey. Dort wurde er im Februar 2022 nach mehreren Spielen ohne Sieg entlassen.
Einen Monat später kehrte er erneut in die Primera División zurück und wurde Trainer beim abstiegsbedrohten RCD Mallorca. Bei erfolgreichem Klassenerhalt wird sein Vertrag automatisch um eine Saison verlängert.

### Nationalmannschaft Mexikos
Als die mexikanische Nationalmannschaft in der Qualifikation zur WM 2002 in ernsthafte Schwierigkeiten geraten war, wurde Aguirre als „Retter in der Not“ quasi „über Nacht“ zum Cheftrainer gemacht. In der entscheidenden Endrundengruppe der CONCACAF waren bereits fünf von zehn Spieltagen absolviert und die Mexikaner lagen nach drei Niederlagen und einem Remis gegen den Tabellenletzten Trinidad nur auf dem fünften Platz; weit davon entfernt, sich für die Fußball-Weltmeisterschaft 2002 zu qualifizieren. Was zum damaligen Zeitpunkt kaum einer für möglich hielt, trat doch noch ein: unter Aguirre fuhr die Mannschaft vier Siege und ein Remis (beim Gruppensieger Costa Rica) ein und belegte am Ende den zweiten Platz, der zur Teilnahme am WM-Turnier berechtigte. Aguirres Amt als Nationaltrainer begann am 1. Juli 2001 gegen die USA (1:0) und endete 50 Wochen später am 17. Juni 2002 im WM-Achtelfinale gegen denselben Gegner. Zuvor war Mexiko ungeschlagener Gruppensieger vor Italien, Kroatien und Ecuador geworden. Für Aguirres Verbleib sprach auch nicht mehr der zweite Platz bei der Copa América 2001, als Mexiko – unter anderem durch ein 1:0 gegen Brasilien – das Finale erreichte, in dem man dem Gastgeber Kolumbien knapp mit 0:1 unterlag. Das WM-Ausscheiden der inzwischen wieder vor Selbstbewusstsein strotzenden Mexikaner ausgerechnet gegen ihren Erzrivalen USA (0:2) hatte die sofortige Entlassung Aguirres zur Folge.
Sieben Jahre später wurde Aguirre in einer ähnlichen Situation erneut als „Retter in der Not“ geholt. Wieder einmal drohte die mexikanische Nationalmannschaft in der Qualifikation zu scheitern und wieder einmal riss Aguirre – trotz einer 1:2-Einstandsniederlage in El Salvador am 6. Juni 2009 – das Ruder herum und führte die Mexikaner zur WM-Teilnahme 2010. Außerdem gewann Aguirre im Juli 2009, zu jener Zeit erst einen Monat im Amt, den in den USA ausgetragenen CONCACAF Gold Cup, in dem sein „Schicksalsgegner“ USA im Finale mit 5:0 bezwungen wurde. Mit den bei der WM 2010 erzielten Resultaten unzufrieden (Mexiko schied erneut im Achtelfinale aus), legte Aguirre sein Amt am 30. Juni 2010 nieder. Er begründete seinen Rücktritt mit den Worten: „Ich muss gehen, das ist das Ehrenwerteste, was ich machen kann. … Wir haben unser Ziel nicht erreicht. Ein Weitermachen war nicht tragbar.“
Aguirre betreute die Nationalmannschaft insgesamt 59 Mal: in seiner ersten Etappe 27 Mal und zuletzt 32 Mal.
Im Juli 2024 wurde er als Nachfolger von Jaime Lozano zum dritten Mal Cheftrainer der Mexikanischen Fußballnationalmannschaft und soll diese auf die Heim-WM 2026 vorbereiten.

### Nationalmannschaft Japans
Am 24. Juli 2014 gab der japanische Fußballverband bekannt, dass Javier Aguirre das Traineramt von Japans Nationalmannschaft übernimmt.
Im Februar 2015 wurde Aguirre vom japanischen Fußballverband beurlaubt.

### Nationalmannschaft Ägyptens
Im Sommer 2018 wurde er Trainer der Ägyptischen Fußballnationalmannschaft, um sie auf den Afrika-Cup 2019 vorzubereiten und mit ihr daran teilzunehmen. Dort schied er jedoch im Achtelfinale gegen Südafrika aus, blieb damit deutlich unter den Erwartungen des Verbandes und musste seinen Platz in logischer Konsequenz räumen.

## Titel

### Als Spieler
- Mexikanischer Meister: 1983/84 (mit América)

### Als Trainer
- Mexikanischer Meister: Invierno 1999 (mit Pachuca)
- CONCACAF-Gold-Cup-Sieger: 2009 (mit Mexiko)